# Dímitra Vlagopoúlou
Dímitra Vlagopoúlou (en grec moderne : Δήμητρα Βλαγκοπούλου) est une actrice grecque, née en 1986 à Athènes.
Active au théâtre et au cinéma, elle a obtenu plusieurs récompenses, dont le Léopard de la meilleure interprétation féminine lors du Festival international du film de Locarno 2023 pour le film Animal (de).

## Biographie
Dímitra Vlagopoúlou naît en 1986 à Athènes. Elle est diplômée de l'école d'art dramatique du Théâtre national de Grèce.
En 2016, elle joue dans son premier long métrage, Park, réalisé par Sofía Exárchou ; son interprétation est appréciée par la critique et elle reçoit plusieurs récompenses pour ce rôle.
Très active au théâtre, elle reçoit en 2020, des mains de la présidente de la République Ekateríni Sakellaropoúlou, le prix Melina Mercouri pour sa performance dans une adaptation de Hamlet.
En 2023, elle retrouve Sofía Exárchou pour le deuxième long métrage de la réalisatrice, Animal (de), qui lui vaut d'être à nouveau récompensée, notamment par le Léopard de la meilleure interprétation féminine lors du Festival international du film de Locarno.

## Filmographie
Sauf indication contraire, les informations mentionnées dans cette section peuvent être confirmées par la base de données cinématographiques IMDb,  présente dans la section « Liens externes ».

### Longs métrages
- 2016 : Park de Sofía Exárchou : Anna
- 2018 : Her Job (I douleia tis) de Nikos Labôt : Dina
- 2023 : Animal (de) de Sofía Exárchou : Kalia
- 2023 : Touched de Claudia Rorarius

### Courts métrages
- 2015 : Whack de Syni Pappa
- 2020 : Old West de Despina Kourti
- 2020 : Phelia d'Elia Kalogianni
- 2023 : Aerolin d'Alexis Koukias-Pantelis

## Théâtre
- 2019 : Η τραγική ιστορία του Άμλετ, ενός πρίγκιπα της Δανίας (La Tragique histoire d'Hamlet, prince de Danemark) de William Shakespeare, mise en scène de Hector Lygizour[3]

## Distinctions
Sauf indication contraire, les informations mentionnées dans cette section peuvent être confirmées par la base de données cinématographiques IMDb,  présente dans la section « Liens externes ».
- Festival international du film de Thessalonique 2016 : meilleure actrice pour Park
- Festival international du film d'Athènes 2017 : meilleur(e) acteur(rice) débutant(e) pour Park
- Prix Melina Mercouri 2020 pour La Tragique histoire d'Hamlet, prince de Danemark[3]
- Festival international du film de Locarno 2023 : Léopard de la meilleure interprétation féminine pour Animal (de)
- Festival international du film de Thessalonique 2023 : meilleure actrice de la compétition internationale pour Animal (de)
- Les Arcs Film Festival 2023 : prix de la meilleure interprétation pour Animal (de)
- Prix du cinéma hellénique 2024 : meilleure actrice pour Animal (de)